# 조앤 콜린스
조앤 콜린스 여사(영어: Dame Joan Collins, DBE, 1933년 5월 23일 ~ )는 잉글랜드의 배우, 작가, 칼럼니스트이다.

## 서훈
- 1997년 대영 제국 훈장 4등급(OBE)[1]

- 2015년 대영 제국 훈장 2등급(DBE, 작위급 훈장)[2]